# 1912
Il 1912 (MCMXII in numeri romani) è un anno bisestile del XX secolo.

## Eventi
- Alfred Wegener formula la teoria della deriva dei continenti.
- Rinvenuto, nei pressi di Frascati, il manoscritto Voynich.
- 1º gennaio:
  - Fondazione della Repubblica di Cina.
  - Entra in vigore il codice civile svizzero.
- 5-17 gennaio – sesta conferenza del POSDR a Praga. Rottura tra bolscevichi e menscevichi.
- 6 gennaio – Stati Uniti: il Nuovo Messico diventa il 47º stato dell'Unione.
- 7 gennaio – guerra italo-turca: avviene la battaglia navale di Kunfida.
- 8 gennaio – conferenza di Bloemfontein. Nascita di un partito bantu in Sudafrica: l'African National Congress (ANC).
- 12 gennaio – successo socialista alle elezioni per il Reichstag in Germania. I conservatori ottennero solo 163 seggi contro 197 dei progressisti. Vittoria socialdemocratica: con il 34,8% dei voti, si assicurano 110 seggi, ed è il più grande partito rappresentato. Il giorno dopo le elezioni, i liberali, allarmati dalla vittoria socialista, respingono l'idea di un'alleanza di tutti i riformatori. Il cancelliere non riesce a trovare una maggioranza che possa votare i progetti di riforma.
- 17 gennaio: Robert Falcon Scott raggiunge il Polo Sud, un mese dopo Roald Amundsen. Muore nel viaggio di ritorno.
- Febbraio:
  - Negoziati tra Germania e Regno Unito per limitare gli armamenti navali. La Germania è disposta a limitare i suoi armamenti navali in cambio della neutralità di Londra, che si rifiuta. I negoziati si interrompono.
  - Portogallo: il partito repubblicano si divide in tre partiti rivali: il Partito Democratico, guidato da Afonso Costa (1912-1917), al centro sinistra. Alla sua destra, il Partito Evoluzionista di António José de Almeida e il Partito Unionista di Brito Camacho.
- 7 febbraio: un decreto impone la coscrizione nelle colonie francesi.
- 10 febbraio
  - La legge Sáenz Peña, una riforma elettorale in Argentina, stabilisce il suffragio universale maschile.
  - I figli degli scioperanti di Lawrence vengono affidati a delle famiglie per consentire ai genitori di continuare il movimento.
- 12 febbraio: l'imperatore cinese Pu Yi abdica in favore della repubblica e rimette il potere a Yuan Shikai.
- 14 febbraio: l'Arizona diventa il 48° degli Stati Uniti d'America.
- 15 febbraio: Sun Yat-sen si dimette e l'assemblea di Nanchino nomina presidente Yuan Shikai, che divide equamente i ministeri fra i sostenitori del Kuomintang e i suoi.
- 29 febbraio: alleanza fra la Bulgaria e la Serbia.
- Marzo: Goutchov messo in causa dalla Duma sul ruolo giocato da Rasputin alla corte imperiale.
- 1-12 marzo: l'American Wollen Company finisce per accordare agli scioperanti di Lawrence un aumento salariale dal 5% all'11%, 25 centesimi per le ore straordinarie, e si impegna a non intraprendere alcuna azione contro gli scioperanti.
- 7 marzo - La repubblica cinese viene proclamata a Lhasa, ma la popolazione tibetana insorge contro la presenza cinese.
- 13 marzo: gli Stati dei Balcani (Bulgaria, Grecia, Serbia e Montenegro) formano la Lega balcanica, favorita dalla Russia, che si oppone all'Impero ottomano sulla questione della Macedonia.
- 30 marzo: il Trattato di Fez viene firmato. Impone il protettorato francese sul Marocco.
- Aprile:
  - Primo numero del quotidiano bolscevico Pravda.
- 2 aprile: Sun Yat-sen fonda il Kuomintang.
- 10 aprile - Il governo tedesco annuncia l'approvazione di una nuova legge navale.
- 12 aprile: le forze tibetane espellono gli amban e le truppe cinesi dal Tibet.
- 14-15 aprile: nel pieno dell'oceano Atlantico avviene uno dei più celebri disastri marittimi di sempre, con il transatlantico inglese RMS Titanic che, salpato il 10 aprile dal porto di Southampton per il suo viaggio inaugurale, colpisce un iceberg e affonda, tra le 23:40 del giorno 14 e le 2:20 del giorno 15. Delle circa 2 200 persone a bordo, solo 705 riescono a mettersi in salvo.
- 16-19 aprile: insurrezione di Fez repressa dal generale Moinier.
- 17 aprile - Massacro della Lena in Russia: repressione di una manifestazione di operai delle miniere d'oro della Siberia.
- 25 aprile: viene inaugurato a Venezia il nuovo campanile della basilica di San Marco, che era crollato nel 1902.
- Maggio:
  - Mongolia: assedio di Hovd, il cui governatore Manchu resiste contando sull'aiuto della provincia dello Xinjiang.
  - Sciopero generale e scontri a Budapest organizzati dai socialdemocratici. La repressione da parte della polizia provoca 6 morti, 182 feriti e 300 arresti.
- 8 maggio- Viene fondata la Famous Player films (divenuta Paramount Pictures due anni dopo).
- 14 maggio: inizio del regno di Cristiano X di Danimarca.
- 28 maggio – Venezia: mostra di 29 dipinti di Monet.
- 29 maggio: alleanza tra la Bulgaria e la Grecia.
- Giugno:
  - Lenin lascia Parigi e si stabilisce nella Galizia austriaca.
- 6-9 giugno: eruzione del Novarupta in Alaska. La seconda più grande eruzione vulcanica della storia.
- 7 giugno
  - L'Aeronautical Division, U.S. Signal Corps, antenata dell'attuale USAF, esegue con successo il primo test di mitragliamento da un aereo.
  - Viene fondata la Universal Studios.
- 15 giugno – Francia: reintroduzione del giudice di pace, che era stato abolito nel 1889. Gli ebrei sono esclusi.
- 21 giugno - Giorno con più ore di Sole che la Terra abbia mai avuto.
- 22 giugno (?) – il 13º Dalai Lama torna a Lhasa dopo il suo esilio in India.
- 30 giugno: viene introdotto in Italia il suffragio universale per tutti i cittadini di età superiore ai 30 anni.
- Luglio: 
  - Impero ottomano: brogli elettorali in cui le autorità impongono i loro candidati in tutte le circoscrizioni. I giovani turchi perdono il potere in favore dell'alleanza liberale.
  - Nicaragua: complotto del generale Luis Mena contro il governo. Insurrezione delle città liberali (León, Masaya). L'Assemblea nazionale nomina Mena presidente, ma nel mese di agosto, 400 marines sbarcano per sostenere il conservatore Adolfo Díaz.
- 30 luglio – Giappone: morte dell'imperatore Meiji. Suicidio del generale Nogi e di sua moglie. Inizio del periodo Taishō e regno dell'imperatore Yoshihito.
- Agosto:
  - Trotsky forma a Vienna il "blocco di agosto", un tentativo di riunificazione dei socialdemocratici che non ottiene successo.
- 7 agosto: capitolazione di Hovd all'approccio delle truppe cinesi. L'intervento russo impedisce la ripresa delle ostilità. Hovd aderirà al nuovo stato della Mongolia nell'inverno del 1913.
- 12 agosto: firmato un accordo in tre punti tra il Tibet e la Repubblica Cinese sull'allontanamento degli amban alla presenza di rappresentanti del Nepal.
- 14 agosto: gli Stati Uniti d'America occupano il Nicaragua.
- 15 agosto: dei nomadi del Sahara, guidati da el-Hiba (il sultano blu), figlio del marabutto Maa el Ainin, prendono possesso di Marrakech.
- Settembre:
  - Processo Ettor-Giovanitti, militanti dell'IWW accusati di essere responsabili della morte di una scioperante, Anna LoPizzo, alle officine tessili di Lawrence. Una campagna di sostegno viene organizzata in tutto il paese. Sono innocenti.
  - Primo collage di Braque.
- 4 settembre: avviene il primo incidente nella Metropolitana di Londra.
- 6 settembre: i nomadi del Sahara guidati da el-Hiba vengono cacciati da Marrakech.
- 28 settembre: l'Ulster Covenant viene firmato da circa 500.000 protestanti in Irlanda del Nord per protestare contro la legge sulla Home Rule.
- Ottobre:
  - Guerra del Contestado in Brasile.
- 2 ottobre: prima mostra di Kandinskij a Berlino.
- 7-10 ottobre: XIII Congresso socialista italiano a Reggio Emilia. Benito Mussolini attacca vivamente i deputati riformisti che si erano congratulati con il re. Il congresso decide la loro espulsione.
- 8 ottobre: il Montenegro dichiara guerra all'impero ottomano: inizia la prima guerra balcanica.
- 10 ottobre: mostra della Sezione d'Oro cubista (Albert Gleizes, Francis Picabia, Jean Metzinger, Fernand Léger) a Parigi.
- 17 ottobre - Prima guerra balcanica: sconfitta della Turchia contro gli alleati balcanici. Vienna deve abbandonare il suo piano di salvataggio della Bulgaria per creare un contrappeso ai russi e serbi contro l'opposizione di Italia e Germania.
- Novembre:
- 3 novembre: accordo russo-mongolo concluso a Urga. La Russia riconosce l'autonomia della Mongolia e ottiene delle concessioni commerciali.
- 12 novembre: creazione di un servizio di formazione nell'Africa occidentale francese, diretto dal Governatore Generale, assistito da un ispettore scolastico.
- 21 novembre: la Turchia viene sconfitta dalla Bulgaria nel corso di una battaglia al largo di Varna.
- 27 novembre: trattato di Madrid tra la Spagna e la Francia per la divisione del Marocco. Tangeri ottiene un trattamento speciale.
- 28 novembre: l'Albania diventa uno stato indipendente.
- Dicembre: 
  - Fondazione al Cairo di un partito di decentramento amministrativo ottomano, soprattutto con emigrati siro-libanesi, come dei membri di grandi famiglie siriane o musulmani riformisti come Rashid Rida. Il programma consiste essenzialmente nella concessione di riforme decentralizzatrici per la Siria, autonomamente o all'interno di una federazione con l'Egitto.
  - Il governo britannico dichiara alla Francia di non avere nessun programma politico in Siria.
  - Premio Nobel per la Pace all'americano Elihu Root.
- 1º dicembre: Costantino Lazzari diventa capo del Partito Socialista Italiano e l'Avanti!Avanti! è affidato a Mussolini.
- 8 dicembre: consiglio di guerra in Germania: per Moltke e Guglielmo II la guerra è inevitabile. Tirpitz vuole aspettare il completamento della base sottomarina di Helgoland. Il Cancelliere Bethmann-Hollweg, che non ha partecipato al consiglio, impone il suo punto di vista: ottenere la neutralità inglese, e preparare economicamente e psicologicamente la Germania alla guerra.
- 16 dicembre:
  - La flotta ottomana viene sconfitta dalla Grecia all'ingresso dei Dardanelli.
  - A seguito della richiesta di armistizio da parte dell'impero ottomano, una conferenza internazionale per la pace si apre a Londra. I turchi abbandoneranno la Macedonia e accetteranno l'indipendenza dell'Albania.
- 21 dicembre: giorno con il minor numero di ore di sole che la Terra abbia mai avuto.

## Nati
Ci sono circa 1 990 voci su persone nate nel 1912; vedi la pagina Nati nel 1912 per un elenco descrittivo o la categoria Nati nel 1912 per un indice alfabetico.

## Morti
Ci sono circa 460 voci su persone morte nel 1912; vedi la pagina Morti nel 1912 per un elenco descrittivo o la categoria Morti nel 1912 per un indice alfabetico.

## Calendario
| Calendario 1912 | Calendario 1912 | Calendario 1912 | Calendario 1912 | Calendario 1912 | Calendario 1912 | Calendario 1912 | Calendario 1912 | Calendario 1912 | Calendario 1912 | Calendario 1912 | Calendario 1912 | Calendario 1912 | Calendario 1912 | Calendario 1912 | Calendario 1912 | Calendario 1912 | Calendario 1912 | Calendario 1912 | Calendario 1912 | Calendario 1912 | Calendario 1912 | Calendario 1912 | Calendario 1912 | Calendario 1912 | Calendario 1912 | Calendario 1912 | Calendario 1912 | Calendario 1912 | Calendario 1912 | Calendario 1912 | Calendario 1912 | Calendario 1912 |
| --------------- | --------------- | --------------- | --------------- | --------------- | --------------- | --------------- | --------------- | --------------- | --------------- | --------------- | --------------- | --------------- | --------------- | --------------- | --------------- | --------------- | --------------- | --------------- | --------------- | --------------- | --------------- | --------------- | --------------- | --------------- | --------------- | --------------- | --------------- | --------------- | --------------- | --------------- | --------------- | --------------- |
|                 | 1               | 2               | 3               | 4               | 5               | 6               | 7               | 8               | 9               | 10              | 11              | 12              | 13              | 14              | 15              | 16              | 17              | 18              | 19              | 20              | 21              | 22              | 23              | 24              | 25              | 26              | 27              | 28              | 29              | 30              | 31              |                 |
| Gennaio         | Lu              | Ma              | Me              | Gi              | Ve              | Sa              | Do              | Lu              | Ma              | Me              | Gi              | Ve              | Sa              | Do              | Lu              | Ma              | Me              | Gi              | Ve              | Sa              | Do              | Lu              | Ma              | Me              | Gi              | Ve              | Sa              | Do              | Lu              | Ma              | Me              |                 |
| Febbraio        | Gi              | Ve              | Sa              | Do              | Lu              | Ma              | Me              | Gi              | Ve              | Sa              | Do              | Lu              | Ma              | Me              | Gi              | Ve              | Sa              | Do              | Lu              | Ma              | Me              | Gi              | Ve              | Sa              | Do              | Lu              | Ma              | Me              | Gi              |                 |                 |                 |
| Marzo           | Ve              | Sa              | Do              | Lu              | Ma              | Me              | Gi              | Ve              | Sa              | Do              | Lu              | Ma              | Me              | Gi              | Ve              | Sa              | Do              | Lu              | Ma              | Me              | Gi              | Ve              | Sa              | Do              | Lu              | Ma              | Me              | Gi              | Ve              | Sa              | Do              |                 |
| Aprile          | Lu              | Ma              | Me              | Gi              | Ve              | Sa              | Do              | Lu              | Ma              | Me              | Gi              | Ve              | Sa              | Do              | Lu              | Ma              | Me              | Gi              | Ve              | Sa              | Do              | Lu              | Ma              | Me              | Gi              | Ve              | Sa              | Do              | Lu              | Ma              |                 |                 |
| Maggio          | Me              | Gi              | Ve              | Sa              | Do              | Lu              | Ma              | Me              | Gi              | Ve              | Sa              | Do              | Lu              | Ma              | Me              | Gi              | Ve              | Sa              | Do              | Lu              | Ma              | Me              | Gi              | Ve              | Sa              | Do              | Lu              | Ma              | Me              | Gi              | Ve              |                 |
| Giugno          | Sa              | Do              | Lu              | Ma              | Me              | Gi              | Ve              | Sa              | Do              | Lu              | Ma              | Me              | Gi              | Ve              | Sa              | Do              | Lu              | Ma              | Me              | Gi              | Ve              | Sa              | Do              | Lu              | Ma              | Me              | Gi              | Ve              | Sa              | Do              |                 |                 |
| Luglio          | Lu              | Ma              | Me              | Gi              | Ve              | Sa              | Do              | Lu              | Ma              | Me              | Gi              | Ve              | Sa              | Do              | Lu              | Ma              | Me              | Gi              | Ve              | Sa              | Do              | Lu              | Ma              | Me              | Gi              | Ve              | Sa              | Do              | Lu              | Ma              | Me              |                 |
| Agosto          | Gi              | Ve              | Sa              | Do              | Lu              | Ma              | Me              | Gi              | Ve              | Sa              | Do              | Lu              | Ma              | Me              | Gi              | Ve              | Sa              | Do              | Lu              | Ma              | Me              | Gi              | Ve              | Sa              | Do              | Lu              | Ma              | Me              | Gi              | Ve              | Sa              |                 |
| Settembre       | Do              | Lu              | Ma              | Me              | Gi              | Ve              | Sa              | Do              | Lu              | Ma              | Me              | Gi              | Ve              | Sa              | Do              | Lu              | Ma              | Me              | Gi              | Ve              | Sa              | Do              | Lu              | Ma              | Me              | Gi              | Ve              | Sa              | Do              | Lu              |                 |                 |
| Ottobre         | Ma              | Me              | Gi              | Ve              | Sa              | Do              | Lu              | Ma              | Me              | Gi              | Ve              | Sa              | Do              | Lu              | Ma              | Me              | Gi              | Ve              | Sa              | Do              | Lu              | Ma              | Me              | Gi              | Ve              | Sa              | Do              | Lu              | Ma              | Me              | Gi              |                 |
| Novembre        | Ve              | Sa              | Do              | Lu              | Ma              | Me              | Gi              | Ve              | Sa              | Do              | Lu              | Ma              | Me              | Gi              | Ve              | Sa              | Do              | Lu              | Ma              | Me              | Gi              | Ve              | Sa              | Do              | Lu              | Ma              | Me              | Gi              | Ve              | Sa              |                 |                 |
| Dicembre        | Do              | Lu              | Ma              | Me              | Gi              | Ve              | Sa              | Do              | Lu              | Ma              | Me              | Gi              | Ve              | Sa              | Do              | Lu              | Ma              | Me              | Gi              | Ve              | Sa              | Do              | Lu              | Ma              | Me              | Gi              | Ve              | Sa              | Do              | Lu              | Ma              |                 |

## Premi Nobel
In quest'anno sono stati conferiti i seguenti Premi Nobel:
- per la Pace: Elihu Root
- per la Letteratura: Gerhart Johann Robert Hauptmann
- per la Medicina: Alexis Carrel
- per la Fisica: Nils Gustaf Dalén
- per la Chimica: Victor Grignard, Paul Sabatier

## Arti

### Pittura
Georges Braque e Pablo Picasso inventano il collage cubista

### Musica
- Arnold Schönberg compone il Pierrot Lunaire"
- Igor Stravinskij compone "Le Roi des étoiles" per coro maschile e orchestra
- Sergej Prokofiev compone il Concerto n. 1 per pianoforte e orchestra in Re bemolle maggiore Op. 10, la Sonata per pianoforte No. 2 in Re minore Op. 14, la Toccata per pianoforte in Re minore, Op. 11 e l'opera "Maddalena".
- Leoš Janáček compone la suite per pianoforte "Nella nebbia"
- Ferruccio Busoni compone la terza versione della "Fantasia contrappuntistica" e l'"Indianisches Tagebuch" (diario indiano)
- Il 21 gennaio, presso il Théatre des Arts di Parigi, si tiene la prima rappresentazione del balletto Ma mère l'Oye di Maurice Ravel
- Max Reger compone la Eine romantische Suite Op. 125

### Libri
- Viene pubblicato Il mondo perduto di Sir Arthur Conan Doyle
- Gilbert Keith Chesterton pubblica Uomovivo